# مارك كافين سيناتور أمريكي (رواية)
مارك كافين سيناتور أمريكي Mark Coffin U.S.S. هي رواية من الأدب السياسي للكاتب الأمريكي ألن دروري نشرت في عام 1979.

## القصة
تصور الرواية حياة السيناتور الشاب الذي يبحر في غمار السياسة في العاصمة واشنطن.